# にかほ市議会
にかほ市議会（にかほしぎかい）は、秋田県にかほ市に設置されている地方議会である。

## 概要

### 任期
4年

### 定数
16人

### 所在地
秋田県にかほ市象潟町字浜ノ田1番地
にかほ市役所象潟庁舎3階

### 委員会
- 議会運営委員会
- 広報広聴委員会

#### 常任委員会
- 総務常任委員会
- 教育民生常任委員会
- 産業建設常任委員会

### 定例会
- 3月
- 6月
- 9月
- 12月

### 事務局
- 議会事務局

## 会派
- 菊地衛（響）が2023年（令和5年）3月5日に死去したため、欠員1[2]。

| 会派名       | 議員数 | 所属党派            | 議員名                                 | 女性議員数 | 女性議員の比率(%) |
| ------------ | ------ | ------------------- | -------------------------------------- | ---------- | ----------------- |
| 響           | 5      | 自由民主党1 無所属4 | 伊藤竹文 森鉄也 齋藤聡 齋藤雄史 齋藤進 | 0          | 0                 |
| 創明会       | 3      | 自由民主党2 無所属1 | 佐々木孝二 宮崎信一 佐藤直哉           | 0          | 0                 |
| きぼう       | 2      | 自由民主党1 無所属1 | 齋藤光春 佐々木正勝                    | 0          | 0                 |
| にかほクラブ | 2      | 自由民主党1 無所属1 | 佐々木平嗣 小川正文                    | 0          | 0                 |
| 公明党       | 1      | 公明党              | 佐々木敏春                             | 0          | 0                 |
| 日本共産党   | 1      | 日本共産党          | 佐々木春男                             | 0          | 0                 |
| （無会派）   | 1      | 自由民主党          | 髙橋利枝                               | 1          | 100               |
| 計           | 15     |                     |                                        | 1          | 6.66              |

## 議員報酬等
| 役職   | 報酬            | 政務活動費 |
| ------ | --------------- | ---------- |
| 議長   | 月額 32万8000円 | 月額 1万円 |
| 副議長 | 月額 28万5000円 | 月額 1万円 |
| 議員   | 月額 27万0000円 | 月額 1万円 |

※別途期末手当あり

## 定数の推移
「にかほ市議会の議員の定数を定める条例」によって定数が決められている。
- 2005年（平成17年）10月1日合併在任特例 - 47人
- 2006年（平成18年）4月23日選挙 - 47人→24人
- 2010年（平成22年）4月25日選挙 - 24人→20人
- 2018年（平成30年）4月22日選挙 - 20人→18人
- 2022年（令和4年）4月24日選挙 - 18人→16人

## 議会出身者
- 市川雄次（2代目にかほ市長・現職）
- 佐々木雄太（秋田県議会議員・現職）